# Compsolixus
Compsolíxus — підрід жуків роду Lixus родини Довгоносики (Curculionidae).

## Зовнішній вигляд
До цього підроду відносяться жуки, довжина тіла яких становить 6—23 мм.. Основні ознаки:
- кігтики при основі зрослися;
- вершина кожного з надкрил окремо видовжена, загострена і трохи виступає за вершину черевця;
- очі не виступають за контури голови;
- надкрила без поперечних світлих перев'яззів, але по боках із різко вираженою світлою поздовжньою смугою, яка займає три крайніх проміжки між крапковими рядами (це, ймовірно, дало підстави для назви підроду: лат. compsus — прикрашений);
- черевце знизу густо вкрите волосками, але без густих косих плям по боках.

Фото видів цього під роду див. на.

## Спосіб життя
Типовий для видів роду Lixus. Для вивчених у цьому відношенні видів рослинами-господарями слугують різні види з родин Капустяні та Резедові. Імаго живляться зеленими частинами рослин, яйця відкладають у стебла. Їжа личинок — тканини серцевини, заляльковування відбувається у камері з тонкими стінками.

## Географічне поширення
Ареал підроду охоплює весь Південь Палеарктики, тяжіючи до його західної та центральної частин. У цих широких межах деяким видам притаманний порівняно невеликий регіон. Три види цього підроду мешкають в Україні. У одного з них крізь Україну проходить західна межа ареалу (див. нижче).

## Класифікація
Наводимо перелік 27 видів цього підроду, що мешкають у Палеарктиці. Види української фауни позначені кольором:
- Lixus albomarginatus  Boheman, 1842 — Південна Європа, Закавказзя, Північна Африка, Ірак, Туреччина, Іран, Середня Азія, Казахстан, Західний Сибір
- Lixus anguinus  (Linnaeus, 1767) — Південна Європа, Північна Африка, Іран, Сирія, Туреччина
- Lixus ascanii (Linnaeus) — Південна Європа, Північна Африка, Сирія, Іран, Туреччина, Північно-Західний Китай
- Lixus brevipennis Ruter, 1939 — Франція
- Lixus castellanus Chevrolat, 1866 — Іспанія, Північна Африка
- Lixus cheiranthi Wollaston, 1854 — Мадейра
- Lixus circumcinctus Boheman, 1835 — Закавказзя, Іран, Туреччина
- Lixus cruciferae Hoffmann, 1956 — Іспанія
- Lixus deserticola Hoffmann, 1957 — Марокко
- Lixus excelstts Faust, 1891 — Вірменія, Іран, Середня Азія
- Lixus fairmairei Faust, 1890 — Китай, Західний та Східний Сибір, Далекий Схід, Монголія
- Lixus juncii Boheman, 1835 — Південна Європа (на схід до Болгарії), Північна Африка, Близький Схід, Туреччина
- Lixus linnei  Faust, 1888 — Україна, Північний Кавказ, Казахстан Афганістан, Іран, Середня Азія
- Lixus meles Boheman, 1835 — Азербайджан, Казахстан
- Lixus morettiae Voss, 1963 — Єгипет, Афротропіка
- Lixus nubianus Capiomont, 1875 — Греція, Північна Африка, Ізраїль, Іран
- Lixus ochraceus  Boheman, 1842 — Південна Європа, Північна Африка, Туреччина, Іран, Корея, Китай
- Lixus pinkeri Voss, 1965 — Канарські острови
- Lixus repletus Smreczynski, 1968 — Єгипет
- Lixus reymondi Hoffmann. 1954 — Марокко
- Lixus smirnoffi (Hoffmann, 1962) — Марокко
- Lixus talamellii Colonnelli, 2009 — Арабські Емірати
- Lixus tenuipes Petri, 1914 — Алжир
- Lixus turkestanicus Faust, 1883 — Середня Азія
- Lixus vaulogeri Hustache, 1938 — Алжир
- Lixus vectiformis Wollaston, 1854 — Мадейра
- Lixus zaitzevi Petri. 1906 — Середня Азія